# دانييل مارتينيز (مجدف)
دانييل مارتينيز هو مجدف كوبي، ولد في 16 يونيو 1944.

## وصلات خارجية
- دانييل مارتينيز على موقع الاتحاد الدولي للتجديف (الإنجليزية)
- دانييل مارتينيز على موقع أوليمبيديا (الإنجليزية)